# 索科利夫 (喬爾特基夫區)
48°56′2″N 25°20′42″E / 48.93389°N 25.34500°E
索科利夫（烏克蘭語：Соколів）是位於烏克蘭西部特諾皮爾州裏喬爾特基夫區的村莊，始建於1800年，面積279.5平方公里，海拔高度362米，2001年人口1,800。